# Baphiastrum spathaceum
Baphiastrum spathaceum là một loài thực vật có hoa trong họ Đậu. Loài này được (Hook. f.) Staner mô tả khoa học đầu tiên năm 1936.